# Thallarcha ombrophanes
Thallarcha ombrophanes là một loài bướm đêm thuộc phân họ Arctiinae, họ Erebidae.